# Jacob Theodore Schwartz
Jacob Theodore "Jack" Schwartz (Bronx, 9 de janeiro de 1930 — Manhattan, 2 de março de 2009) foi um matemático e cientista da computação estadunidense.
Foi professor de ciência da computação no Instituto Courant de Ciências Matemáticas da Universidade de Nova Iorque. Foi o projetista da linguagem de programação SETL e do Ultracomputer. Fundou o Departamento de Ciência da Computação da Universidade de Nova Iorque, que dirigiu de 1964 a 1980.
Graduou-se em 1949 no City College of New York, obtendo o M.A. em 1949 e o Ph.D. em 1951 na Universidade Yale. Foi eleito membro da Academia Nacional de Ciências dos Estados Unidos em 1976, e da Academia Nacional de Engenharia dos Estados Unidos em 2000.

## Publicações
- Nelson Dunford, Jacob T. Schwartz, Linear Operators, Part I General Theory ISBN 0-471-60848-3, Part II Spectral Theory, Self Adjoint Operators in Hilbert Space ISBN 0-471-60847-5, Part III Spectral Operators ISBN 0-471-60846-7
- Jacob T. Schwartz, Introduction to Matrices and Vectors, McGraw-Hill (1961)
- Jacob T. Schwartz, Lectures on the Mathematical Method in Analytical Economics, Gordon and Breach (1961)
- Jacob T. Schwartz, Relativity In Illustrations, New York University Press (1962)
- Jacob T. Schwartz, Theory of money (Mathematics and its applications), Gordon and Breach (1965)
- Jacob T. Schwartz, W-* algebras (Notes on mathematics and its applications), Gordon and Breach (1967), ISBN 978-0-17-178707-8
- Jacob T. Schwartz, Nonlinear Functional Analysis, Gordon and Breach (1968)
- Jacob T. Schwartz, Differential Geometry and Topology, Gordon and Breach (1969)
- Jacob T. Schwartz, Robert B. K. Dewar, Programming With Sets: An Introduction to Setl, Springer (November 1986), ISBN 978-0-387-96399-0
- Jacob T. Schwartz, The Limits of Artificial Intelligence, found in the Encyclopedia of Artificial Intelligence, 2 vols., John Wiley and Songs, 1987
- Jacob T. Schwartz, Mark Kac, and Gian-Carlo Rota, Discrete Thoughts:  Essays on Mathematics, Science, and Philosophy, Birkhäuser Boston; 2nd edition (January 11, 2008), ISBN 978-0-8176-4774-2

## Prêmios e honrarias
- Recipient Wilbur Cross Medal, Yale University
- Townsend Harris Medal, City University of New York
- Mayor's Medal for Contributions to Science and Technology, New York City, 1986
- Prêmio Leroy P. Steele, American Mathematical Society, August 1981 (com Nelson Dunford)
- Sloan Fellow, 1961–1962
- Distinguished Lecturer at the following Universities:  University of California, Santa Barbara; Harvard University; MIT; Cornell University; University of Washington; University of Southern California; Trinity College, Dublin